# 小东门街道
小东门街道是中国上海市黄浦区下辖的一个街道。面积2.62平方公里。户籍人口10.99万人。（2008年）

## 行政区划
小东门街道下辖新码居委会、龙潭居委会、西姚居委会、中华居委会、白渡居委会、天灯居委会、小石桥居委会、乔家居委会、金坛居委会、赵家宅居委会、荷花池居委会、阳光居委会、王码居委会、多稼居委会、青龙居委会、万裕居委会、南区居委会、府谷居委会、桑园居委会。